# LEGO De avonturen van Clutch Powers
LEGO De avonturen van Clutch Powers is de eerste LEGO-film op dvd en is op 23 februari 2010 uitgekomen. De film gaat over de LEGO-avonturier Clutch Powers die samen met zijn collega's de ontsnapte boze tovenaar moet vangen.

## Verhaal
De film begint met dat Clutch Powers op zoek is naar energiekristallen, maar als hij denkt er een te hebben gevonden komt er ineens een rotsmonster achter hem aan. Clutch slaat op de vlucht maar komt er in zijn vlucht achter dat het geen energiekristal is maar een baby van het rotsmonster. Hij geeft de baby terug en krijgt van het rotsmonster een echt energiekristal terug. Clutch gaat terug naar het LEGO-hoofdkwartier om de kristal af te leveren. Als hij hem aflevert krijgt hij te horen van de baas, Kjeld Playwell, dat hij met drie collega's (Brick Masterson, Peg Mooring en Bernie Von Beam) moet gaan kijken bij een gevangenis omdat daar een alarm is afgegaan. Hij krijgt van Artie Fol een ruimteschip om erheen te vliegen. Als ze binnen zijn horen ze na een tijdje geklop en iemand schreeuwen. Maar als ze ergens ruzie over beginnen te maken komt de ontsnapte gevangene, een tovenaar genaamd Mallock The Malign, binnen. Hij houdt ze, totdat hij weer weg is, gevangen met een magische straal. Als ze vrijkomen, komen ze erachter dat de tovenaar het schip heeft meegenomen om te kunnen vluchten. Clutch bouwt zelf een schip en ze gaan erachteraan. Tijdens de reis krijgen ze te horen dat ze alleen met het gouden zwaard de boze tovenaar kunnen stoppen die naar de middeleeuwse wereld is gereisd. 
Als ze aankomen, vinden ze het kasteel van de tovenaar. Ze besluiten op zoek te gaan naar de prins, maar de tovenaar wil de prins zelf ook hebben, zodat hij geen gevaar meer voor hem is. Als ze hem in eerste instantie niet kunnen vinden en ze bij een mijn aankomen, besluiten ze een wagen te gaan bouwen. Clutch gaat alleen op pad en gaat de prins zoeken die hem verder kan helpen. Hij komt een bewaker tegen, Hogar the Troll. Maar om te weten te komen waar prins Varen is moet hij eerst 3 opdrachten doen. Ze lukken Clutch en hij mag naar de prins. Hij vraagt de prins of hij kan helpen, maar die zegt dat het hem niet gaat lukken en zegt dat Clutch weg moet. Clutch gaat terug naar zijn collega's. Ze gaan met de wagen naar het kasteel van de tovenaar om hem aan te vallen. Maar als ze in de buurt zijn, stoppen ze om zich te bewapenen. Terwijl ze gestopt zijn komt de prins alsnog om ze te helpen. Clutch en de prins gaan naar binnen en rest gaat ergens anders heen om de tovenaar af te leiden. Maar als Clutch en de prins binnen komen, lopen ze de tovenaar tegemoet en de tovenaar neemt ze gevangen. Het leger van de tovenaar vecht tegen het leger van de prins en het leger van de tovenaar wint. Het leger van de prins vlucht. De tovenaar wil het gouden zwaard hebben, want anders zou het de laatste keer zijn dat ze hun vrienden zien. De bewaker brengt het zwaard in een kist, maar de kist blijkt leeg te zijn. De prins vertelt Clutch dat hij het zwaard heeft laten vallen en weet ook ongeveer waar, dus het zwaard is tijdelijk veilig. Clutch stuurt zijn vrienden het signaal "LEGO" en zij herbouwen de wagen en proberen het opnieuw. 
Met een draak weten ze Clutch en de prins vrij te krijgen. Het leger van de prins is ondertussen ook meegekomen en vecht weer tegen het leger van de tovenaar. Ondertussen proberen Clutch en de prins de tovenaar te vinden. Ze vinden hem, de prins vecht er tegen en wint. Doordat de prins de toveraar verslagen heeft, trekken de wolken weg en schijnt er weer licht bij het kasteel van de tovenaar. Hierdoor verdwijnen alle soldaten van de tovenaar, waardoor het leger van de prins wint. De prins wordt tot koning gekroond en Clutch gaat weer naar huis. Als hij thuis komt krijgt hij het tweede doel te horen dat hij met zijn team moet oplossen. Hij gaat gelijk weer op weg.

## Rolverdeling
| Acteur              | Personage                    |
| ------------------- | ---------------------------- |
| Ryan McPartlin      | Clutch Powers                |
| Yvonne Strahovski   | Peg Mooring                  |
| Paul Michael Glaser | Kjeld Playwell               |
| Roger Rose          | Brick Masterson              |
| Jeff Glen Bennett   | Bernie Von Beam en Artie Fol |
| Gregg Berger        | Watch Commander              |
| Stephan Cox         | Mallock The Malign           |
| Chris Emerson       | Prince Varen                 |
| Alex Desert         | Skelly                       |
| Chris Hardwick      | Bones                        |
| Richard Doyle       | Hogar The Troll              |
| John DiCrosta       | Lofar The Dwarf              |

## Nederlandse cast
- Kevin Hassing - Clutch Powers
- Ingeborg Wieten - Peg Mooring

## Trivia
- Veel namen in de film zijn gerelateerd aan onderwerpen van LEGO.